# Retigabină
Retigabina sau ezogabina este un medicament care a fost utilizat ca agent antiepileptic, în tratamentul unor tipuri de epilepsie. Calea de administrare disponibilă este cea orală. Autorizația de punere pe piață a fost retrasă din Uniunea Europeană, iar producția a fost oprită în 2017.

## Utilizări medicale
Retigabina era utilizată în terapie asociată în tratamentul crizelor convulsive rezistente la tratament cu debut parțial cu sau fără generalizare secundară, la pacienții adulți cu vârsta de 18 ani și peste.